# Kochpara
Kochpara è una suddivisione dell'India, classificata come census town, di 6.028 abitanti, situata nel distretto di Kamrup, nello stato federato dell'Assam. In base al numero di abitanti la città rientra nella classe V (da 5.000 a 9.999 persone).

## Società

### Evoluzione demografica
Al censimento del 2001 la popolazione di Kochpara assommava a 6.028 persone, delle quali 3.097 maschi e 2.931 femmine. I bambini di età inferiore o uguale ai sei anni assommavano a 519, dei quali 298 maschi e 221 femmine. Infine, coloro che erano in grado di saper almeno leggere e scrivere erano 5.125, dei quali 2.749 maschi e 2.376 femmine.